# 여섯줄긴꼬리장지뱀
여섯줄긴꼬리장지뱀(six-striped long-tailed lizard)은 장지뱀속에 딸린 장지뱀의 일종이다. 학명은 타키드로무스 섹스리네아투스(Takydromus sexlineatus). 꼬리의 길이가 몸통 길이의 세 배가 넘는다. 동남아시아에 분포한다.

## 사진

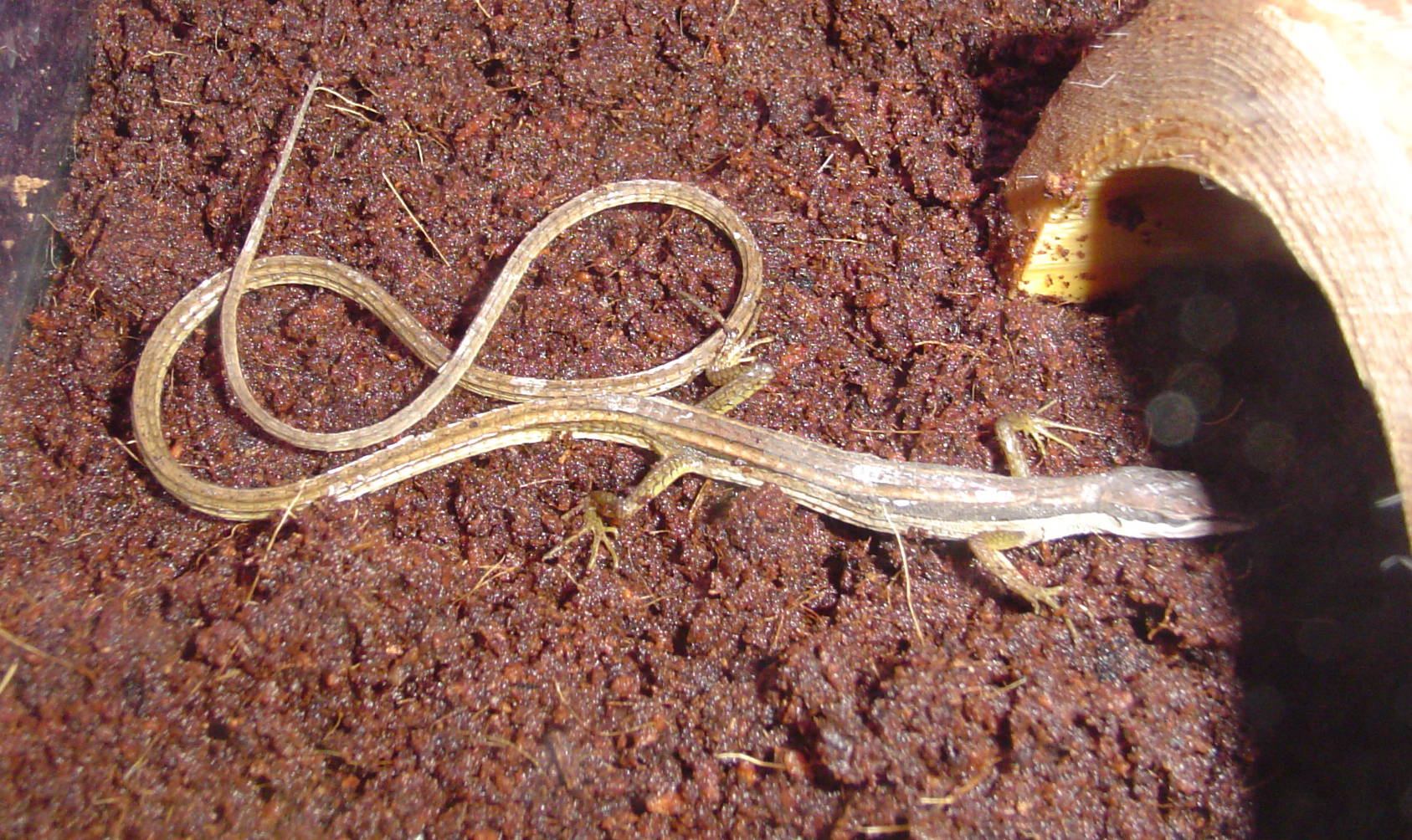
사육되는 애완용 여섯줄긴꼬리장지뱀
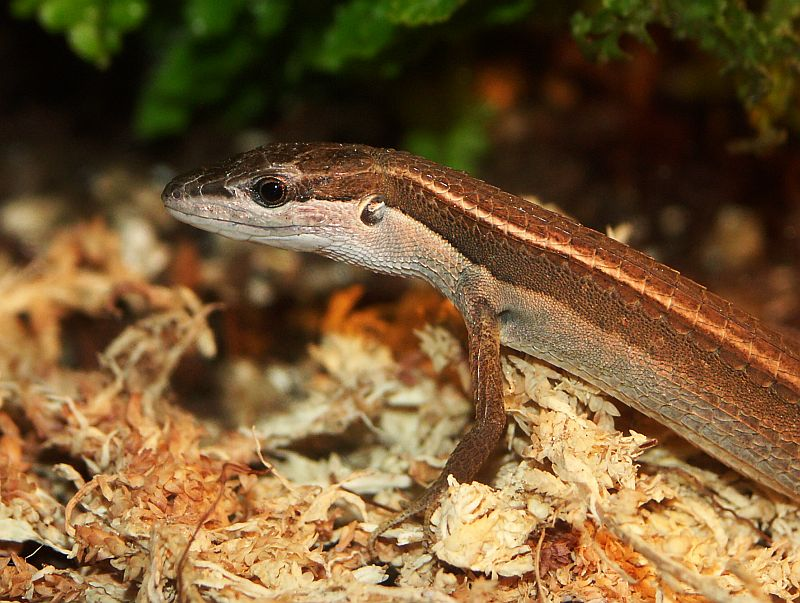
암컷
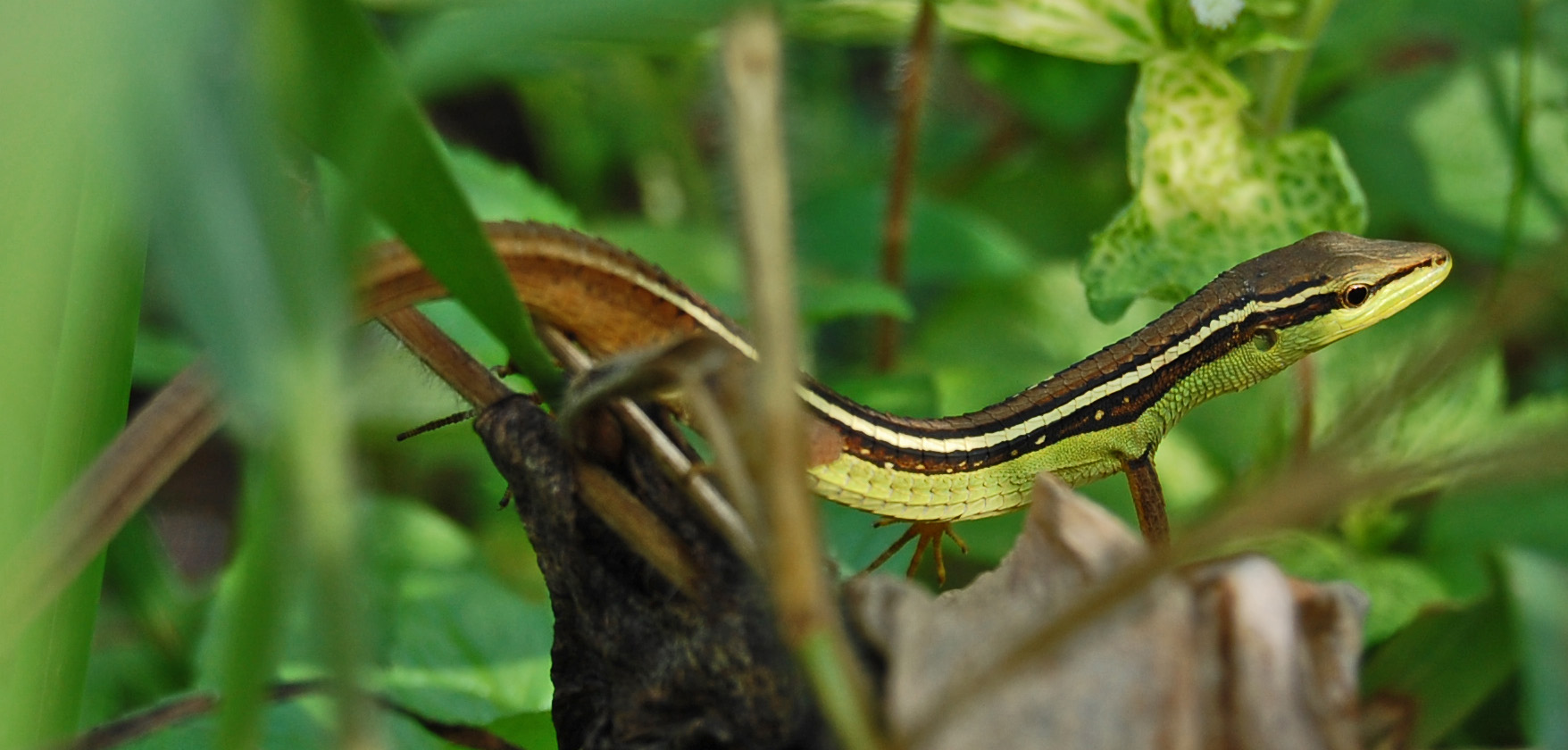
수컷
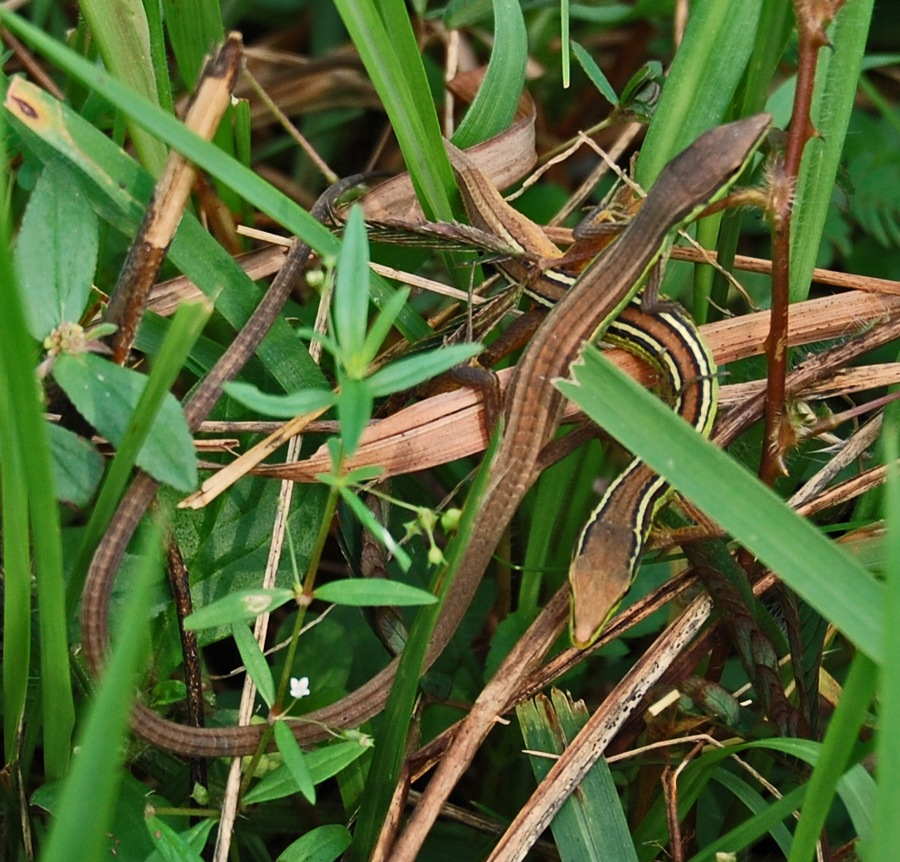
한 쌍